# Campionati mondiali di sollevamento pesi 2021 - 49 kg femminile
Le gare di sollevamento pesi della categoria fino a 49 kg femminile — pesi gallo — dei campionati mondiali del 2021 si sono svolte l'8 dicembre 2021 a Tashkent presso l'Uzbekistan Sport Complex.

## Programma
L'orario indicato corrisponde a quello uzbeko (UTC+05:00)
| Data            | Orario | Evento   |
| --------------- | ------ | -------- |
| 8 dicembre 2021 | 13:00  | Gruppo B |
| 8 dicembre 2021 | 19:00  | Gruppo A |

## Medagliate
Per ciascun esercizio, le prime tre classificate sono le seguenti:
| Esercizio | Oro                | Oro    | Argento         | Argento | Bronzo            | Bronzo |
| --------- | ------------------ | ------ | --------------- | ------- | ----------------- | ------ |
| Strappo   | Surodchana Khambao | 86 kg  | Rira Suzuki     | 78 kg   | Ýulduz Jumabaýewa | 76 kg  |
| Slancio   | Surodchana Khambao | 105 kg | Ibuki Takahashi | 101 kg  | Rira Suzuki       | 101 kg |
| Totale    | Surodchana Khambao | 191 kg | Rira Suzuki     | 179 kg  | Ibuki Takahashi   | 172 kg |

## Record
Prima di questa competizione, i record mondiali esistenti erano i seguenti:
| Record mondiale | Strappo | Hou Zhihui            | 96 kg  | Tashkent, Uzbekistan | 17 aprile 2021 |
| Record mondiale | Slancio | Saikhom Mirabai Chanu | 119 kg | Tashkent, Uzbekistan | 17 aprile 2021 |
| Record mondiale | Totale  | Hou Zhihui            | 213 kg | Tashkent, Uzbekistan | 17 aprile 2021 |

## Risultati
| Pos. | Atleta                       | Gr. | Peso atleta | Strappo (kg) | Strappo (kg) | Strappo (kg) | Strappo (kg) | Slancio (kg) | Slancio (kg) | Slancio (kg) | Slancio (kg) | Totale |
| Pos. | Atleta                       | Gr. | Peso atleta | 1            | 2            | 3            | Pos.         | 1            | 2            | 3            | Pos.         | Totale |
| ---- | ---------------------------- | --- | ----------- | ------------ | ------------ | ------------ | ------------ | ------------ | ------------ | ------------ | ------------ | ------ |
|      | Surodchana Khambao (THA)     | A   | 48.90       | 82           | 84           | 86           |              | 103          | 105          | 110          |              | 191    |
|      | Rira Suzuki (JPN)            | A   | 46.30       | 78           | 81           | 81           |              | 101          | 101          | 104          |              | 179    |
|      | Ibuki Takahashi (JPN)        | A   | 48.90       | 71           | 71           | 76           | 10           | 101          | 101          | 106          |              | 172    |
| 4    | Siti Nafisatul Hariroh (INA) | A   | 48.40       | 72           | 75           | 75           | 4            | 92           | 95           | 97           | 5            | 170    |
| 5    | Stella Kingsley (NGR)        | A   | 48.30       | 68           | 72           | 74           | 9            | 88           | 94           | 96           | 4            | 168    |
| 6    | Jhilli Dalabehera (IND)      | A   | 48.60       | 73           | 73           | 73           | 8            | 91           | 94           | 97           | 6            | 167    |
| 7    | Bägül Berdiýewa (TKM)        | A   | 49.00       | 74           | 74           | 77           | 5            | 92           | 95           | 95           | 8            | 166    |
| 8    | Elien Perez (PHI)            | A   | 49.00       | 73           | 73           | 77           | 7            | 93           | 95           | 95           | 7            | 166    |
| 9    | María Giménez-Guervós (ESP)  | A   | 48.40       | 70           | 73           | 75           | 6            | 90           | 94           | 94           | 9            | 163    |
| 10   | Zukhra Otojonova (UZB)       | A   | 48.80       | 63           | 66           | 66           | 11           | 80           | 84           | 86           | 10           | 150    |
| 11   | Winnifred Ntumi (GHA)        | B   | 48.00       | 56           | 59           | 61           | 12           | 73           | 74           | 76           | 11           | 135    |
| 12   | Janet Oduor (KEN)            | B   | 46.00       | 40           | 45           | 50           | 13           | 50           | 55           | 58           | 12           | 103    |
| —    | Ýulduz Jumabaýewa (TKM)      | A   | 48.90       | 76           | 76           | 79           |              | 100          | 100          | 101          | —            | —      |